# Храм-колокольня во имя Воскресения Христова на Рогожском кладбище
Храм-колокольня Воскресения Христова на Рогожском кладбище — старообрядческий православный храм в Москве на территории историко-архитектурного ансамбля «Рогожское». Имеет статус объекта культурного наследия федерального значения.

## История
В Москве на Рогожском возвышается колокольня, возведённая в 1906—1912 годах по проекту архитектора Фёдора Горностаева в память о распечатании алтарей Рогожских храмов.
По легенде, колокольня имеет высоту около 80 м, что лишь на метр ниже колокольни Ивана Великого в Кремле. Однако её действительная высота около 64 м. В задании на конкурс, объявленный попечителями кладбища в сентябре 1906 года, в частности, было указано, «…1 — устройство помещений во 2-м ярусе колокольни для ризницы и книгохранилища, 2 — высота колокольни въ 30 саж[еней]…». На конкурс были представлены 28 проектов. Судьями были попечители Рогожского кладбища; отзывы о качестве проектов давали представители московского художественного мира. Премии были присуждены трём лицам: I премия — архитектору Дорохину, II премия — художнику-архитектору Фёдору Горностаеву, III премия — архитектору Павлу Заруцкому. Премированные проекты были рассмотрены представителями общины, которые постановили осуществить проект Горностаева без каких-либо наружных изменений. Для производства работ решили пригласить автора проекта, который согласился принять обязанности по руководству и техническому надзору за постройкой колокольни совместно с архитектором 3иновием Ивановым. Избранная из представителей старообрядческой общины строительная комиссия в первое заседание, состоявшееся 25 июля 1907 года, определила место для сооружения колокольни, узаконила её высоту в 90 аршин с крестом и утвердила общее кубическое содержание кладки в 855 кубических саженей. Строительство было завершено в 1911 году, ещё два года велись работы по отделке, росписи и украшению храма. К августу 1913 года все работы были закончены, и 18 августа было совершено его освящение архиепископом Иоанном Московским.
Средства на отливку звона в размере 30 000 рублей были пожертвованы Феодосией Ермиловной Морозовой (1836—1912). Колокола отливались на заводе товарищества Оловянишникова. Самый большой из колоколов был весом в тысячу пудов. Общий вес всех колоколов составил 3000 пудов.
Фасад колокольни украшен изображениями райских птиц.
В колокольне был освящён небольшой Воскресенский храм. Иконостас храма украшали древние иконы. На втором ярусе было устроено книгохранилище.
В 1933 году храм-колокольня был закрыт. Уникальные книги и рукописи были переданы в Библиотеку имени Ленина, а колокола сняты и большинство их отправлено на переплавку. Здание колокольни использовалось под склад.
Во время войны власти решили взорвать колокольню, чтобы она не стала ориентиром для немецкой артиллерии. Была заложена взрывчатка, прогремел взрыв, но колокольня устояла. Только возникла трещина от низа до самого верха, которая местами заметна и сегодня.
После войны колокольня была передана архиепископии. Вскоре был восстановлен храм, к нему сделана пристройка, храм освятили в честь Успения Пресвятой Богородицы. В 1990 году на колокольню был возвращён огромный колокол.
С 2003 по 2009 год по фасадам колокольни проводились работы в рамках реализации городской программы оказания помощи религиозным организациям в проведении ремонтно-реставрационных работ на культовых объектах. Однако в связи с нарушениями порядка и технологии производства работ реставрация фасадов была остановлена и проведена независимая экспертиза, которая подтвердила низкое качество выполненных работ. Для завершения ремонтно-реставрационных работ ГКУ «Мосреставрация» заключило государственный контракт с ООО «РСК „Возрождение“ на проведение комплекса работ.
10 декабря 2013 года в холле здания Дома причта митрополит Московский и всея Руси Корнилий возглавил торжественное освящение отреставрированных и позолоченных крестов для южной и северной главок храма-колокольни Успения Пресвятыя Богородицы, что в Рогожской слободе. Затем кресты, несмотря на сильный мороз и ветер, были водружены на главки храма-колокольни.
1 февраля 2015 года колокольня была освящена во имя Воскресения Христова. Сейчас в колокольне действует храм, создано иконохранилище, архив древних книг открыт для желающих познакомиться с историей старообрядчества.

Галерея
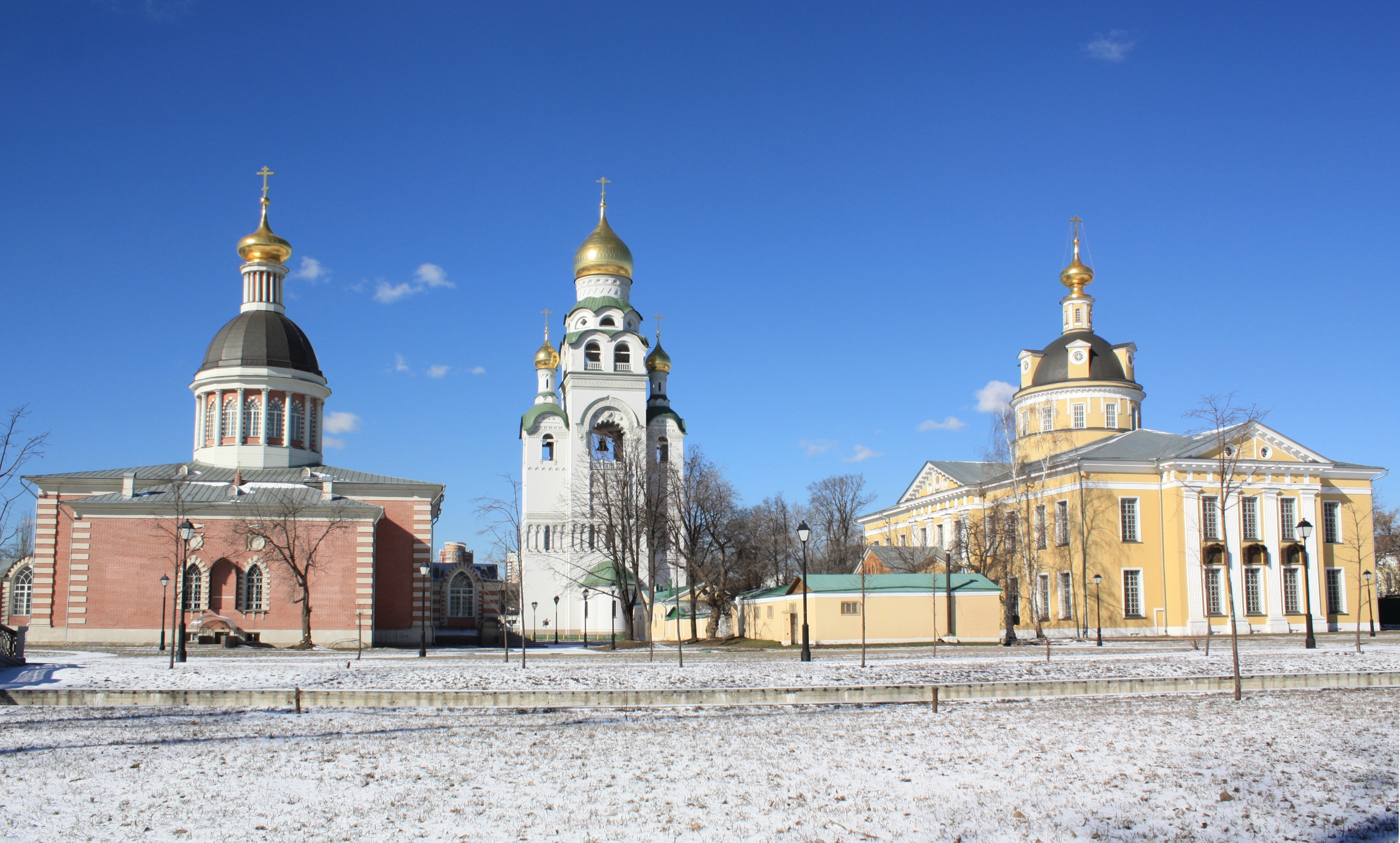
Ансамбль Рогожской старообрядческой общины. В центре — Воскресенская колокольня
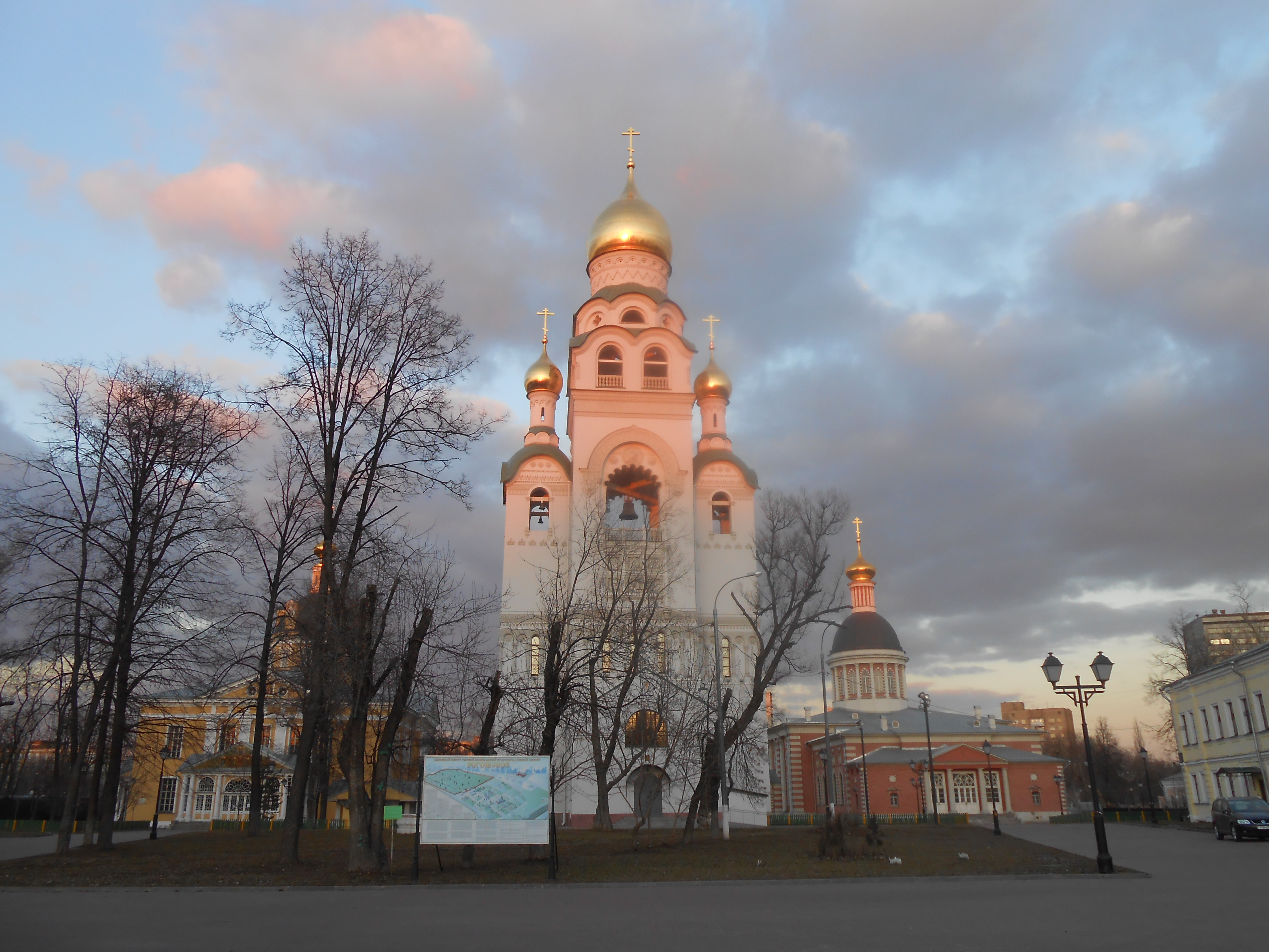
Храм на закате
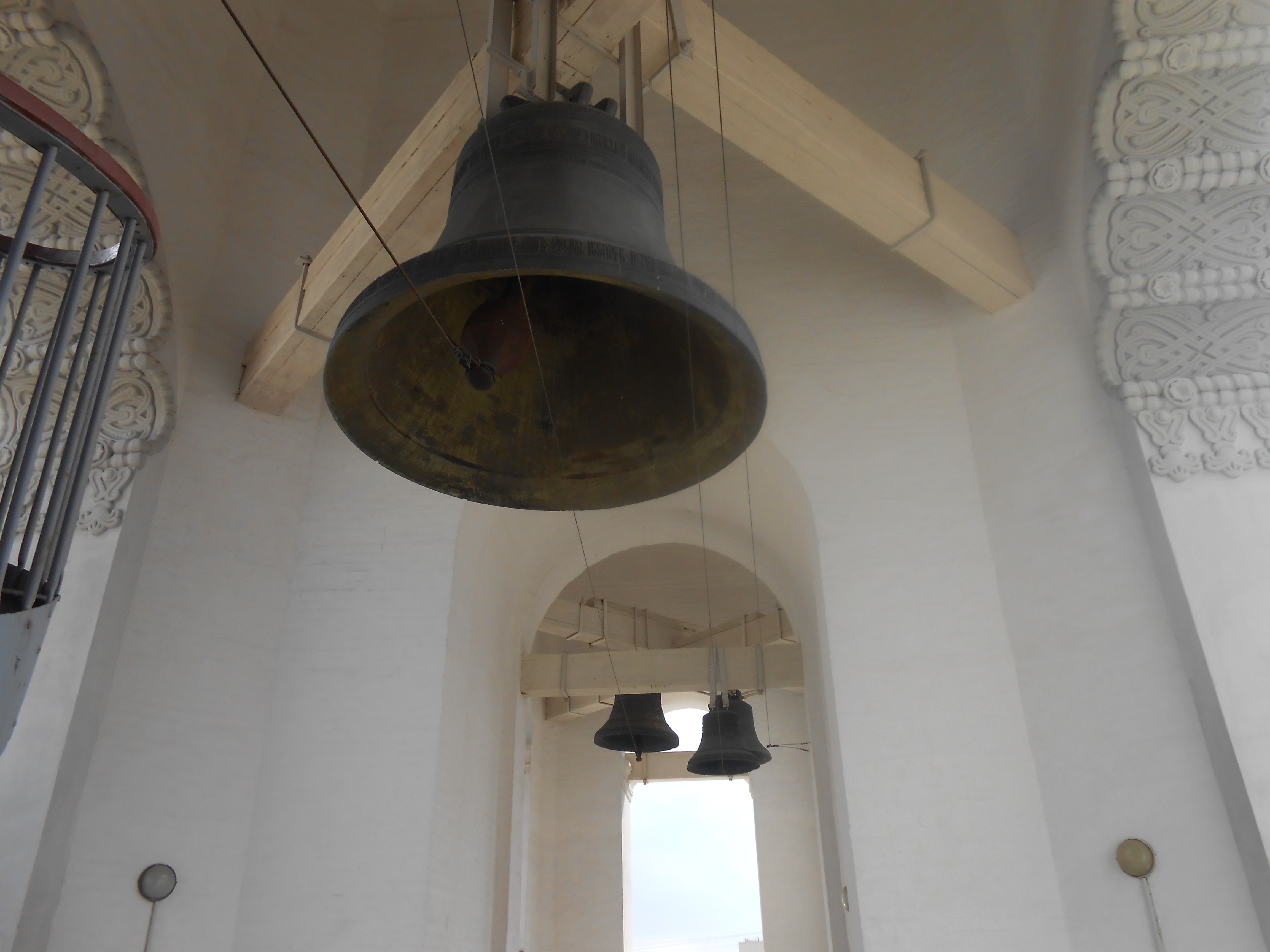
Колокол